# Tom Hernández
Tom Hernández fue un actor secundario estadounidense de origen español.
Su verdadero nombre era Domingo Hernández Bethencourt y nació en el Puerto de la Cruz (Tenerife) el 9 de septiembre de 1915 y falleció en Los Ángeles (California) en 2 de junio de 1984. Era hermano del también actor Pepe Hern.
En 1921 con apenas 5 años se trasladó, con sus padres y su hermano mayor, a Estados Unidos donde desarrolló su carrera artística. A finales de los años 40 se convierte en el personaje Don Diego en la Feria Anual de San Diego (California), apareciendo como maestro de ceremonia de la cita anual. Del concurso de belleza de esta feria salió, entre otras, una muchacha llamada Raquel Tejada, más conocida como Raquel Welch. Durante casi 40 años representó a este personaje, alternándolo con su participación en el cine y televisión, y a su muerte en 1984 le erigieron una estatua a la entrada del recinto donde se celebra la feria.

## Filmografía (no completa)
- Tunka, el guerrero (1983)
- Othello, el comando negro (1982)
- Cuatro locos buscan manicomo (1980)
- Black Jack, asalto al casino (1980)
- Fuerza mortal (1980)
- Su majestad el hampa (1972)
- Dead men tell no tales (1971)
- Choque de sentimientos (1965)
- El ídolo de Acapulco (1963)
- Suave es la noche (1962)
- Los cuatro jinetes del apocalipsis (1961)
- Aló, le habla el asesino (1960) (En algunos países se tituló La tercera voz).
- Empezó con un beso (1959)
- Chicago, año 30 (1958)
- El reflejo del alma (1957)
- El fantasma de la calle Morgue (1954)
- Sombrero (1953)
- Salomé (1953)

## Series de televisión (no completa)
- Mis adorables sobrinos (un capítulo en 1969).
- Misión: Imposible (un capítulo en 1966).
- El virginiano (un capítulo en 1962).
- El Zorro (varios capítulos en 1957).